# بورتال (جورجيا)
بورتال (بالإنجليزية: Portal, Georgia)‏ هي بلدة تقع في مقاطعة بولوك، جورجيا بولاية جورجيا في الولايات المتحدة. تبلغ مساحتها 5.6 (كم²)، وترتفع عن سطح البحر 90 م، بلغ عدد سكانها 638 نسمة في عام 2010 حسب إحصاء مكتب تعداد الولايات المتحدة وتصل الكثافة السكانية فيها 116.6 نسمة/كم2.

## وصلات خارجية
- The US50 - Cities and Towns in Georgia State
- Georgia Cities and Towns, Facts, Map, Flag, Colleges, Government, and More